# Pelagianism
Pelagianism är uppkallad efter munken Pelagius och förfäktar tron att människan föds utan arvsynd och kan välja mellan gott och ont utan Guds hjälp. Pelagianismen betonar särskilt viljans frihet. Människans frälsning ankommer slutligen på hennes egen viljeansträngning. Pelagianismen fördömdes år 418.